# Ctenosauriscidae
Ctenosauriscidae – rodzina archozaurów z rzędu rauizuchów (Rauisuchia). Cechą charakterystyczną przedstawicieli tej rodziny są wydłużone wyrostki kolczyste kręgów od tyłu odcinka szyjnego kręgosłupa do pierwszych kręgów odcinka ogonowego. Wyrostki kręgów tułowiowych są co najmniej siedmiokrotnie dłuższe od trzonów kręgów i mocno zakrzywione w widoku bocznym. Grupę tę mogą definiować również inne cechy.
Według definicji filogenetycznej przedstawionej w 2011 roku przez Butlera i współpracowników klad Ctenosauriscidae obejmuje Ctenosauriscus koenoni i wszystkie taksony spokrewnione z nim bliżej niż z Poposaurus gracilis, Effigia okeeffeae, Postosuchus kirkpatricki, Crocodylus niloticus, Ornithosuchus longidens lub Aetosaurus ferratus. Analizy przeprowadzone przez Butlera i in. wskazują, że oprócz Ctenosauricus do kladu tego należą rodzaje Arizonasaurus, Hypselorhachis, Xilousuchus, nienazwany archozaur z Waldhaus i prawdopodobnie Bromsgroveia. Niektórzy autorzy spekulowali o przynależności rodzaju Lotosaurus – który również cechował się wydłużonymi wyrostkami kolczystymi kręgów – do Ctenosauriscidae, jednak analizy Butlera i in. sugerują, że cecha ta u tego taksonu wyewoluowała niezależnie. Budowa kości obręczy miednicznej sugeruje, że bliskimi krewnymi Ctenosauriscidae mogły być Poposaurus, Sillosuchus i Shuvosaurus (syn. Chatterjeea) – potwierdziły to również późniejsze analizy kladystyczne wskazujące na przynależność Ctenosauriscidae do Poposauroidea.
Szczątki rauizuchów z rodziny Ctenosauriscidae odnajdowano w Afryce, Azji, Ameryce Północnej i Europie. Mimo stosunkowo zaawansowanej pozycji filogenetycznej grupa ta obejmuje jedne z najstarszych znanych archozaurów – jej przedstawiciele są znani w zapisie kopalnym od oleneku.